# Szekrényes-hegy
A Szekrényes-hegy vagy egyszerűen Szekrényes (Kesselberg vagy Schatzgrabenberg) 364 méter magas hegy, ami részben Budaörs, részben Budakeszi közigazgatási területéhez tartozik. A Csíki-hegyekhez kapcsolódó Budaörsi-kopárok legmagasabb tagja.

## Leírása

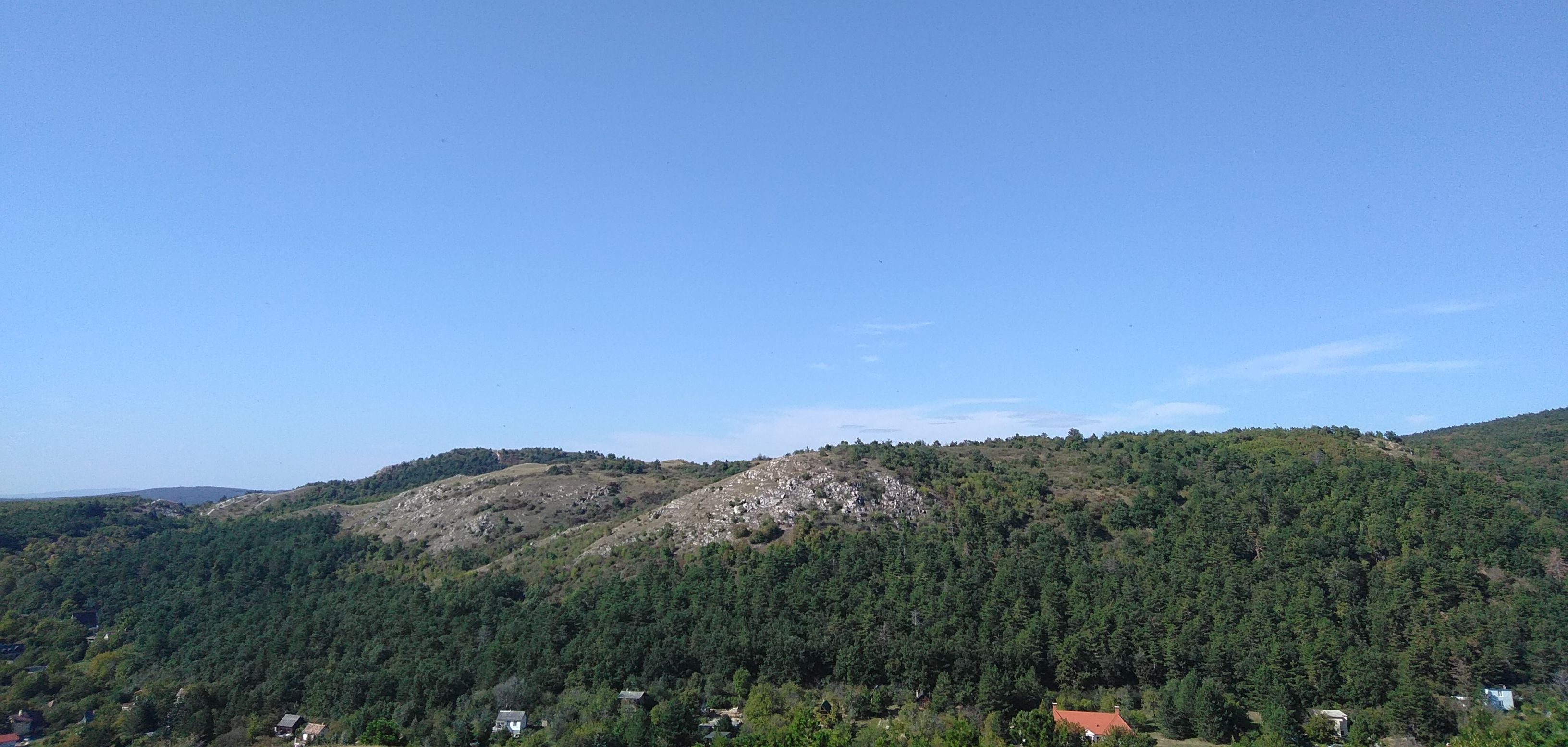
A Farkas-hegy és Szekrényes-hegy az Odvas-hegyről tekintve

A 343 méter magas Farkas-hegytől északnyugatra emelkedik. A Szekrényes-hegy tömegének nagy részét középső triász korú dolomitkő alkotja. Tetejéről pazar körpanoráma nyílik a Budaörsi- és Budakeszi-medence vidékére.
A Szekrényes-hegy mellett a Farkas-hegy és a Szállás-hegy is fokozottan védett természeti terület, ami azt jelenti, hogy csak a kijelölt turistaútvonalakon és tanösvényeken engedélyezett a közlekedés a gyalogosok és a kerékpárosok számára, ennek megszegése szabálysértésnek számít és pénzbírsággal sújtható. Jelen esetben a fokozott védelmi státuszt a területen található, Magyarországon rendkívül ritkává vált szubpannon sztyeppek és pannon sziklagyepek védelméért állapították meg.
A hegy tetején messziről felismerhető az 1929–1957 között működött Farkashegyi vitorlázórepülőtér katapultjának betonrámpája.

## Flórája
Növényvilágában előfordulnak Magyarországon fokozottan védett és védett növényfajok: a magyar méreggyilok (Vincetoxicum pannonicum), a magyar gurgolya (Seseli leucospermum), a Szent István-szegfű (Dianthus plumarius subsp. regis-stephani) és a leánykökörcsin (Pulsatilla grandis).

## Faunája
Állatvilágában Magyarországon fokozottan védett és védett fajok is találhatók: a nyugati piszedenevér (Barbastella barbastellus), a nagy szarvasbogár (Lucanus cervus) és a nagy hőscincér (Cerambys cerdo).